# Omar Caetano
Omar Caetano Otero (8 de novembro de 1938 — 2 de julho de 2008) foi um futebolista uruguaio, que atuava como meia.

## Carreira
Defendeu o Peñarol entre 1961 e 1975, tendo conquistado com a equipe aurinegra  8 campeonatos uruguaios além da Copa Libertadores da América em 1961 e 1966 e o Mundial Interclubes nos mesmos anos .Jogou 57 vezes o derby montevideano entre Peñarol e Nacional, um recorde na era profissional.
Em 1975 , ele passou pelo New York Cosmos, no nascente mercado norte-americano para o futebol association, como outros grandes  futebolistas dos principais centros futebolísticos que haviam se retirado da atividade desportiva em seus países natais.

## Seleção
Pela seleção uruguaia foram 29 partidas entre 1965 e 1970, participando da Copa do Mundo de 1966 e na última grande atuação uruguaia em competições mundiais na Copa do Mundo de 1970, na qual os uruguaios terminaram em quarto lugar.

## Títulos
- Primera División (9): 1961, 1962, 1964, 1965, 1967, 1968, 1973, 1974, 1975.
- Copa Libertadores da América (2): 1961 e 1966
- Copa Intercontinental (2): 1961 e 1966
- Recopa dos Campeões Intercontinentais: 1969
- Copa América (2): 1967